# Cornillon (França)
Cornillon é uma comuna francesa na região administrativa de Occitânia, no departamento de Gard. Estende-se por uma área de 15,58 km². Em 2010 a comuna tinha 963 habitantes (densidade: 61,8 hab./km²).